# Cybaeus sinuosus
Cybaeus sinuosus es una especie de araña araneomorfa del género Cybaeus, familia Cybaeidae. Fue descrita científicamente por Fox en 1937.
Habita en Canadá.